# Blume
I Blume sono un gruppo musicale italiano, fondato nel 2008.  La loro musica combina influenze Synthpop e New wave, con influenze e sonorità dell'elettronica contemporanea e del Futurepop (un sottogenere emerso dalla scena EBM/Electro-industrial).

## Storia del gruppo
Con la pubblicazione online delle prime registrazioni, incuriosiscono i media e critica suscitando l'interesse del pubblico e di alcune etichette. Nel febbraio del 2009 la band firma il primo contratto discografico con la label Statunitense A Different Drum. Nel gennaio 2010 viene pubblicato l'album di debutto Rise From Grey, distribuito anche in Canada, Russia, Germania, Svezia, Italia (Audioglobe) e Spagna.
Dopo il primo tour Europeo, la band firma un nuovo contratto discografico con la label WTII Records (Wax Trax II). A luglio 2013 viene pubblicato il singolo "Western Rust". Il 10 settembre 2013 viene pubblicato il loro secondo album Autumn Ruins.
Il 4 Maggio 2018 viene pubblicato il loro terzo studio album Ashes.
Nel corso degli anni, la loro musica li porta a suonare in alcuni dei più importanti palchi underground d'Europa. La band si è esibita in Germania, Italia, Inghilterra, Russia, Grecia e Spagna condividendo il palco con alcuni tra i gruppi più influenti della scena elettronica alternativa, tra cui: Covenant, Kirlian Camera, VNV Nation, She Wants Revenge, De/Vision, Seabound e Apoptygma Berzerk.

## Il nome
Il nome del gruppo nasce da una parola Tedesca che significa "fiore". In diverse interviste la band afferma che la scelta del nome trae origine dal titolo di un brano del gruppo Industrial Tedesco, Einstürzende Neubauten, ed è stato preferito per il significato fortemente allegorico. Metafore e allegorie esposte nelle tematiche dei loro testi, dove è spesso presente uno scenario apocalittico.

## Formazione
- Enrico Filisetti (voce, autore testi, autore musica)
- Ivan Savino (autore musica, tastiere e produzione)
- Daniele De Fabritiis (chitarra)

## Discografia
- 2010 - Rise From Grey
- 2013 - Autumn Ruins
- 2018 - Ashes